# Castell de Torlanda
El Castell de Torlanda és situat al cim d'un serrat al sud del poble de Conesa, a la vall de Torlanda, que aflueix per la dreta al riu de Vallverd. Des d'aquest indret hi ha una bona panoràmica sobre la plana de la Conca de Barberà.

## Història
A l'edat mitjana, a redós d'aquest castell es formà un petit nucli de població. Figura en la documentació del segle xi amb el topònim «Segura» (1038). En el testament sacramental del comte barceloní Ramon Berenguer I, atorgat l'any 1076, consta com un dels límits de la frontera o marca del comtat de Barcelona la fortalesa de «Secura». L'any 1178 apareix per primera vegada esmentat com a castell del Torlanda en la donació que feren d'aquesta fortalesa Bernat de Piles i la seva esposa Saurina i Berenguer Company al rei Alfons I del «castrum de Turlanda, quod atb antiquis temporibus vocabatur Segura». Dos dies més tard el monarca cedia aquest castell en feu a Bernat de Piles i Berenguer Company.
A mitjans del segle xiii, Arnau de Sespiles probablement n'era el castlà. En el testament que dicta el 1253, Ramon de Sespiles dona deu sous a l'església de Sant Andreu de Turlanda.
El 1263, Jaume I reclamava la tercera part dels drets de recaptació de la quèstia.
A l'inici del s. XIV el castell passà a mans de Sibil·la, muller de Bernat de Sanou el qual, el 1301 reté homenatge de fidelitat al rei. En aquests moments eren castlans Galceran de Piles i Bernat de Conesa. El 1328 fou traspassat en feu a Pere d'Aguiló. El 1329 n'era senyor Marc de Pontons. L'any 1379 passà al domini del monestir de Santes Creus mitjançant una permuta que feu el cenobi amb el rei Pere III (Sarral i Cabra del Camp, per Torlanda, Conesa i Forès). El castlà n'era Berneguer de Montpaó que reté homenatge de fidelitat a l'abat del monestir santescreuí l'any 1375. Aquesta possessió fou confirmada el 1388 pel rei Joan i el 1480, Ferran II raificcà la possessió del monestir que mantingué la senyoria fins a la desamortització del segle xix. El lloc de Torlanda fou totalment abandonat a l'inici del segle xx.

## Arquitectura
Del que fou el castell de Torlanda només en queda avui dia una torre cilíndrica. L'interior té un diàmetre de 190 cm. El gruix de les parets és de 175 cm. El costat septentrional, el més ben conservat, té una alçada de 3 m. Els carreus son de mida mitjana col·locats horitzontalment i vertical. Poc escairats o molts són posats en filades i units amb molt de morter. En època moderna aquesta torre degué estar inclosa en algun habitatge i feu la funció de cup. D'acord amb les seves característiques es pot suposar que la torre fou bastida al segle xi. L'emplaçament de la fortalesa i les cases que hi hagué al voltant és molt representatiu dels llocs de poblament triats al segle xi quan aquests paratges eren fronterers amb els sarraïns. Els habitatges medievals devien estendre's si fa no fa pel mateix espai que ocupen les cases de pagès abandonades actuals.